# Melitaea guevara
Melitaea guevara är en fjärilsart som beskrevs av Hans Fruhstorfer 1917. Melitaea guevara ingår i släktet Melitaea och familjen praktfjärilar. Inga underarter finns listade i Catalogue of Life.